# 1954 في جمهورية أيرلندا
فيما يلي قوائم الأحداث التي وقعت خلال عام 1954 في جمهورية أيرلندا.

## سياسة

### تعيين في المنصب
- 2 يونيو – أرسكين تشايلدرز هاميلتون نائب دييل.
- 2 يونيو – إيمون دي فاليرا نائب دييل.
- 2 يونيو – باتريك هوجان نائب دييل.
- 2 يونيو – توم هيجينز وزير الصحة [الإنجليزية]‏، نائب دييل.
- 2 يونيو – جاك لينش نائب دييل.
- 2 يونيو – جون أ كوستيلو نائب دييل، تاوسيتش.
- 2 يونيو – جيمس ديلون وزير الزراعة والغذاء والملاحة [الإنجليزية]‏، نائب دييل.
- 2 يونيو – ريتشارد ملكاهي نائب دييل، وزير التربية والمهارات [الإنجليزية]‏.
- 2 يونيو – شون ماكبرايد نائب دييل.
- 2 يونيو – فرانك ايكن نائب دييل.

### انتهاء فترة المنصب
- 23 أبريل – أرسكين تشايلدرز هاميلتون نائب دييل.
- 23 أبريل – إيمون دي فاليرا نائب دييل،تاوسيتش.
- 23 أبريل – باتريك ليتل نائب دييل.
- 23 أبريل – باتريك هوجان نائب دييل.
- 23 أبريل – توم هيجينز نائب دييل.
- 23 أبريل – جاك لينش نائب دييل.
- 23 أبريل – جون أ كوستيلو نائب دييل.
- 23 أبريل – جيمس ديلون نائب دييل.
- 23 أبريل – ريتشارد ملكاهي نائب دييل.
- 23 أبريل – شون ماكبرايد نائب دييل.
- 23 أبريل – فرانك ايكن نائب دييل،وزير الخارجية والتجارة [الإنجليزية]‏.

## كتب
من الكتب التي صدرت هذه السنة في جمهورية أيرلندا:
- 1 يناير – أسفل الشباك من تأليف آيريس مردوك.

## مواليد

### مارس
- 12 مارس – فرانسيس مارتن أودونيل دبلوماسي أيرلندي.

### يونيو
- 6 يونيو – تيم أوريلي

### أكتوبر
- 5 أكتوبر – بوب جيلدوف

### ديسمبر
- 17 ديسمبر – سيل دي فاليرا سياسية أيرلندية.

## وفيات

### مارس
- 29 مارس – دينيس فنتون (مواليد 1888) لاعب رماية من الولايات المتحدة الأمريكية.

### يوليو
- 8 يوليو – جورج غاردينر (مواليد 1877) ملاكم من الولايات المتحدة الأمريكية.